# Kibuye
Kibuye ist eine Stadt im Westen von Ruanda und ein bekanntes Seebad im Land. Die Stadt liegt etwa 80 Kilometer westlich von Kigali am Kiwusee im Distrikt Karongi in der Westprovinz. Kibuye hat etwa 48.000 Einwohner.

## Geographie
Kibuye liegt an einer sehr zerklüfteten Küste am östlichen Rand des Kiwusees, etwa auf der Hälfte der Strecke zwischen Cyangugu und Gisenyi. Die Stadt selbst liegt etwas erhöht, jedoch haben die zahlreichen Fischer ihre Häuser meist unten an der Küste.
In der Stadt befindet sich ein Genozid-Denkmal, das an den Völkermord in Ruanda erinnert. Nahe der Stadt befindet sich auch der Ndaba-Wasserfall. Eine Ferienanlage mit Bungalows wurde 2005 geschlossen.

## Bevölkerung
| Jahr | Einwohner |
| ---- | --------- |
| 1978 | 2.764     |
| 1991 | 4.242     |
| 2002 | 46.640    |

## Geschichte
Seit der Gebietsreform vom 1. Januar 2006 gehört die Stadt zur Westprovinz und ist das Verwaltungszentrum des Distrikts Karongi. Die Westprovinz entstand 2006 aus der Zusammenlegung der Provinz Gisenyi, der Provinz Cyangugu, Teilen der Provinz Ruhengeri sowie der Provinz Kibuye, deren Hauptstadt Kibuye bisher gewesen war. Vor dem Völkermord gab es rund 250.000 Tutsi in der Provinz Kibuye, lediglich 8.000 überlebten die Massaker.

## Persönlichkeiten
- Elizaphan Ntakirutimana (* 1924, † 2007), Pastor und Kriegsverbrecher
- Mathias Ntawulikura (* 1964), ruandischer Langstreckenläufer
- Athanase Seromba (* 1963), ruandischer Völkermörder